# Étienne Clavière

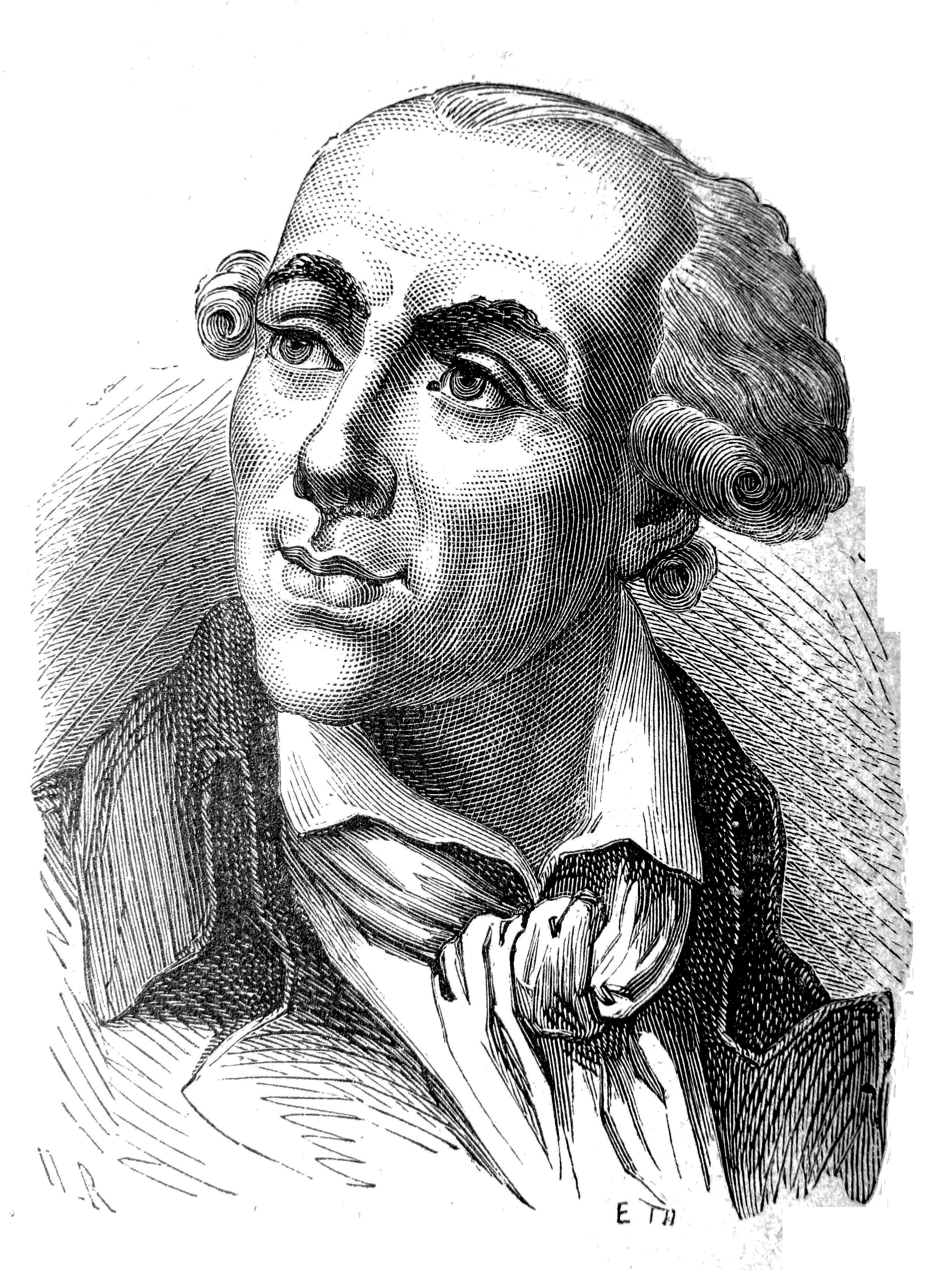
Étienne Clavière (Album du Centenaire)

Étienne Clavière  (Genève, 27 januari 1735 - Parijs, 8 december 1793) was een Zwitsers-Franse politicus, journalist en bankier. 

## Biografie
Als inwoner van Genève was hij een van de leiders van de Geneefse Republiek. In 1782 werd hij gedwongen om zijn toevlucht te nemen in Groot-Brittannië, dit na het gewapende ingrijpen van Frankrijk, het koninkrijk Sardinië en het kanton Bern ten gunste van het patricische partij, die het ancien régime in Zwitserland vertegenwoordigde.
In 1788 werkte hij samen met Theophile Cazenove en Jacques Pierre Brissot, met wie hij in het voorafgaande jaar ook naar de Republiek was gereisd om Patriotten te ontmoeten en te ondersteunen.
Tijdens de Franse Revolutie was hij minister van Financiën van 24 maart 1792 tot zijn ontslag door Lodewijk XVI op 13 juni 1792. Na de Bestorming van de Tuilerieën keerde hij terug als minister van Financiën in de voorlopige uitvoerende raad (van 10 augustus 1792 tot 13 juni 1793).
Hij was de overgrootvader van jurist Alphonse Rivier.